# Catasticta nimbata
Catasticta nimbata is een vlindersoort uit de familie van de witjes (Pieridae), onderfamilie Pierinae.
De wetenschappelijke naam van de soort werd in 1918 gepubliceerd door Joicey & Talbot.